# Општина Ђенерал Јанковић
Општина Ђенерал Јанковић (алб. Komuna Hani i Elezit) налази се у југоисточном делу Косова и Метохије и представља најјужнију општину на Косову. обухвата територију 82,9 km². Граничи се са општином Качаник на северу и Републиком Северном Македонијом на југу  односно са општинама  Јегуновце на западу, Чучер-Сандево на истоку, Сарај и Ђорђе Петров на југу.. Општину чини једанаест насеља, од којих су два без становника. Укупан број становника је процењен на 10.000 од којих је огромна већина Албанаца, с тридесетак Бошњака. Општина је добила статус пилот општине септембра 2005. године, а у августу 2008. године општина је стекла пун статус општине. 

## Насеља у Општини Ђенерал Јанковић
| - Вртомица - Горанце - Димце - Дробњак - Ђенерал Јанковић - Кривеник - Нећавце | - Никовце - Паливоденица - Пустеник - Режанце - Сечиште |